# رافاييل برموديز
رافاييل برموديز (بالإسبانية: Rafael Bermúdez)‏ هو لاعب كرة قدم أوروغواياني في مركز الوسط، ولد في 13 أكتوبر 1976. لعب مع ميرامار ميشنس.